# Roland Lamah
Roland Conde Lamah (Abidjan, 31 dicembre 1987) è un ex calciatore ivoriano naturalizzato belga, di origini guineane, di ruolo centrocampista.

## Caratteristiche tecniche
È un'ala che può anche giocare da seconda punta o da centrocampista esterno.

## Carriera

### Club
Nasce in Costa d'Avorio da genitori guineani. Ha iniziato i suoi primi passi da giocatore nel 1993 nel suo paese natale, nel Karthala Abidjan prima di trasferirsi in Belgio nel 2001 al Visé.
Nel 2004 viene acquistato dall'Anderlecht, dove fa tutta la trafila nelle giovanili, mentre la sua prima apparizione in prima squadra avviene il 5 agosto 2006 in casa contro il Germinal Beerschot.

### Nazionale
Nel corso degli Europei Under 19 del luglio 2006, Lamah è stato eletto come una delle stelle del torneo in cui, nonostante la prematura eliminazione del Belgio, ha messo a segno tre reti in altrettante gare.

## Palmarès

### Club

#### Competizioni nazionali
- Campionato belga: 1

Anderlecht: 2006-2007
- Supercoppa belga: 1

Anderlecht: 2006
- Coppa di Lega inglese: 1

Swansea City: 2012-2013
- Coppa d'Ungheria: 2

Ferencváros: 2014-2015, 2015-2016
- Supercoppa d'Ungheria: 1

Ferencváros: 2015
- Campionato ungherese: 1

Ferencváros: 2015-2016

## Statistiche

### Cronologia presenze e reti in nazionale
| Cronologia completa delle presenze e delle reti in nazionale ― Belgio | Cronologia completa delle presenze e delle reti in nazionale ― Belgio | Cronologia completa delle presenze e delle reti in nazionale ― Belgio | Cronologia completa delle presenze e delle reti in nazionale ― Belgio | Cronologia completa delle presenze e delle reti in nazionale ― Belgio | Cronologia completa delle presenze e delle reti in nazionale ― Belgio | Cronologia completa delle presenze e delle reti in nazionale ― Belgio | Cronologia completa delle presenze e delle reti in nazionale ― Belgio |
| Data                                                                  | Città                                                                 | In casa                                                               | Risultato                                                             | Ospiti                                                                | Competizione                                                          | Reti                                                                  | Note                                                                  |
| --------------------------------------------------------------------- | --------------------------------------------------------------------- | --------------------------------------------------------------------- | --------------------------------------------------------------------- | --------------------------------------------------------------------- | --------------------------------------------------------------------- | --------------------------------------------------------------------- | --------------------------------------------------------------------- |
| 9-9-2009                                                              | Erevan                                                                | Armenia                                                               | 2 – 1                                                                 | Belgio                                                                | Qual. Mondiali 2010                                                   | -                                                                     | 80’                                                                   |
| 10-10-2009                                                            | Bruxelles                                                             | Belgio                                                                | 2 – 0                                                                 | Turchia                                                               | Qual. Mondiali 2010                                                   | -                                                                     | 78’                                                                   |
| 14-10-2009                                                            | Tallinn                                                               | Estonia                                                               | 2 – 0                                                                 | Belgio                                                                | Qual. Mondiali 2010                                                   | -                                                                     |                                                                       |
| 14-11-2009                                                            | Gand                                                                  | Belgio                                                                | 3 – 0                                                                 | Ungheria                                                              | Amichevole                                                            | -                                                                     | 75’                                                                   |
| 17-11-2009                                                            | Sedan                                                                 | Qatar                                                                 | 0 – 2                                                                 | Belgio                                                                | Amichevole                                                            | -                                                                     | 70’                                                                   |
| Totale                                                                |                                                                       | Presenze                                                              | 5                                                                     |                                                                       | Reti                                                                  | 0                                                                     |                                                                       |